# PressReader
PressReader – kanadyjskie przedsiębiorstwo zajmujące się dystrybucją czasopism elektronicznych. Jego siedziba mieści się w Vancouver w Kanadzie, a dalsze biura firmy znajdują się w Dublinie w Irlandii oraz w Manili na Filipinach.
Firma PressReader dystrybuuje cyfrowe wydania ponad 7 tys. gazet i magazynów w ponad sześćdziesięciu językach za pośrednictwem aplikacji na platformy iOS, Android, Windows, Mac. Usługi są dostępne również w rozmaitych czytnikach elektronicznych, a treści można przeglądać także na autorskiej witrynie internetowej. Przedsiębiorstwo zajmuje się obsługą cyfrowych wydań gazet i magazynów; do jego portfolio należą m.in. „The New York Times”, „The Washington Post” i „The Globe and Mail”.